# White Valley n.º 49
White Valley n.º 49 es un municipio rural canadiense situado en la provincia de Saskatchewan.

## Superficie
White Valley n.º 49 tiene una superficie de 2001,56 km².

## Demografía
En 2021, tenía 352 habitantes, una densidad poblacional de 0,2 hab./km², y 182 viviendas.